# Roadracing-VM 2011
Världsmästerskapen i Roadracing 2011 arrangeras av Internationella motorcykelförbundet och innehåller klasserna MotoGP, Moto2 och 125GP i Grand Prix-serien. Därutöver har klasserna Superbike, Supersport, Endurance och Sidovagnsracing världsmästerskapsstatus. VM-titlar delas ut till bästa förare och till bästa konstruktör.

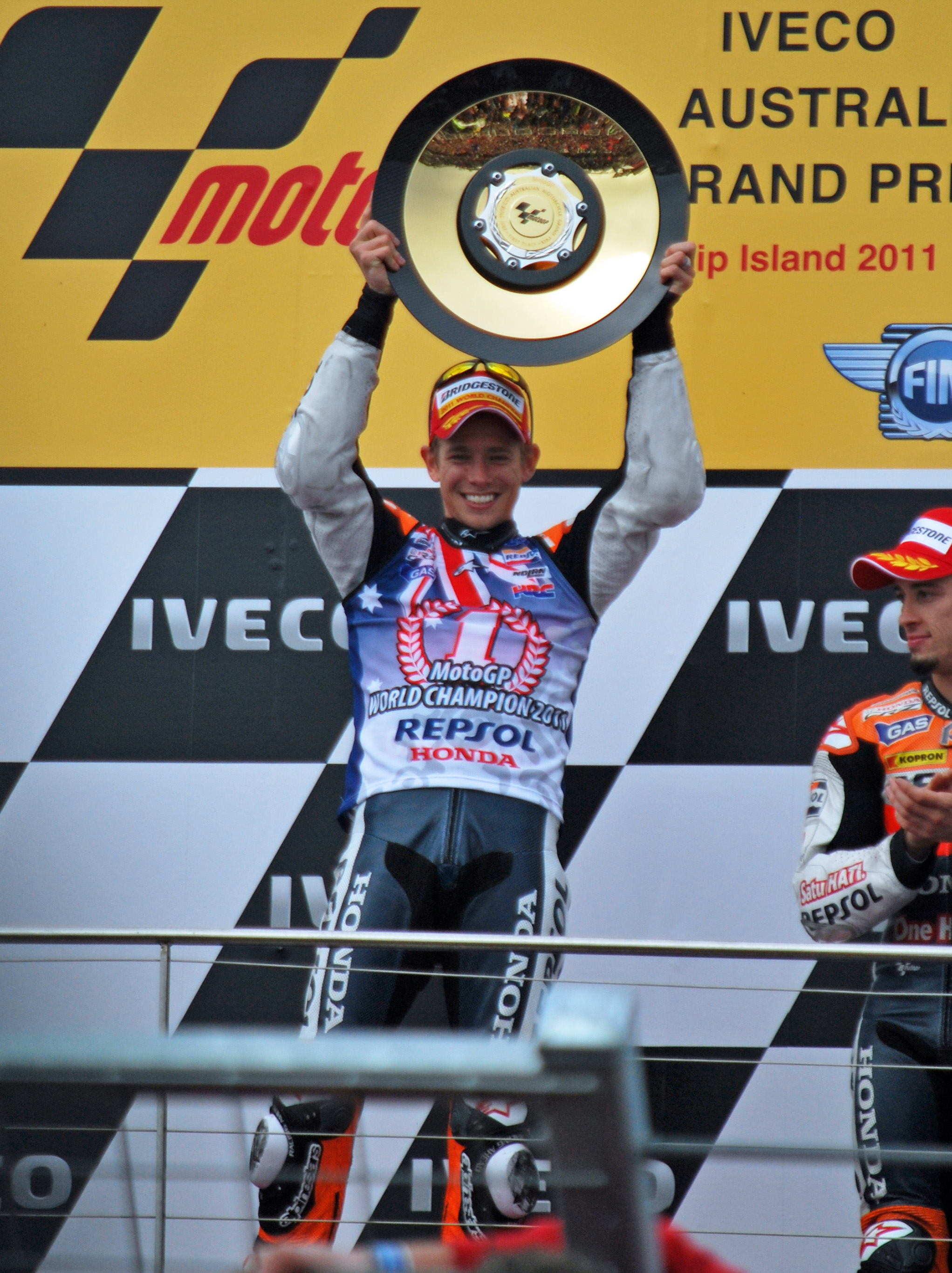
2011 års världsmästare i MotoGP, Casey Stoner, på prispallen efter segern i Australiens GP.

| Världsmästare i roadracing 2011 | Världsmästare i roadracing 2011         | Världsmästare i roadracing 2011 |
| Klass                           | Mästare individuellt                    | Mästare konstruktörer           |
| ------------------------------- | --------------------------------------- | ------------------------------- |
| MotoGP                          | Casey Stoner                            | Honda                           |
| Moto2                           | Stefan Bradl                            | Suter                           |
| 125GP                           | Nicolás Terol                           | Aprilia                         |
| Superbike                       | Carlos Checa                            | Ducati                          |
| Supersport                      | Chaz Davies                             | Yamaha                          |
| Endurance                       | Suzuki Endurance Racing Team (Delhalle) | Suzuki                          |
| Sidvagn                         | / Pekka Päivärinta / Adolf Hänni        | -                               |

## MotoGP

### Startlista MotoGP 2011
| Nr | Förare             | Nation         | Team                                  | Motorcykel | GP                | Anmärkning                                   |
| -- | ------------------ | -------------- | ------------------------------------- | ---------- | ----------------- | -------------------------------------------- |
| 1  | Jorge Lorenzo      | Spanien        | Yamaha Factory Racing                 | Yamaha     | 1-16              |                                              |
| 4  | Andrea Dovizioso   | Italien        | Repsol Honda Team                     | Honda      | 1-18              |                                              |
| 5  | Colin Edwards      | USA            | Monster Yamaha Tech 3                 | Yamaha     | 1-17              |                                              |
| 6  | Damian Cudlin      | Australien     | Pramac Racing Team, Mapfre Aspar Team | Ducati     | 15, 16            | Ers. i Pramac GP nr 15, i Aspar GP nr 16     |
| 7  | Hiroshi Aoyama     | Japan          | San Carlo Honda Gresini               | Honda      | 1-18              | Ersättare i Repsol Honda i GP nr 7           |
| 8  | Héctor Barberá     | Spanien        | Mapfre Aspar Team                     | Ducati     | 1-15, 17-18       |                                              |
| 11 | Ben Spies          | USA            | Yamaha Factory Racing                 | Yamaha     | 1-18              |                                              |
| 14 | Randy De Puniet    | Frankrike      | Pramac Racing Team                    | Ducati     | 1-18              |                                              |
| 17 | Karel Abraham      | Tjeckien       | Cardion AB Motoracing                 | Ducati     | 1-18              |                                              |
| 19 | Álvaro Bautista    | Spanien        | Rizla Suzuki MotoGP                   | Suzuki     | 3-18              |                                              |
| 21 | John Hopkins       | USA            | Rizla Suzuki MotoGP                   | Suzuki     | 2, 11, 17         | Ersättare i GP nr 2, wildcard i GP nr 11, 17 |
| 23 | Ben Bostrom        | USA            | LCR Honda MotoGP                      | Honda      | 10                | Wildcard                                     |
| 24 | Toni Elías         | Spanien        | LCR Honda MotoGP                      | Honda      | 1-18              |                                              |
| 26 | Dani Pedrosa       | Spanien        | Repsol Honda Team                     | Honda      | 1-4, 8-18         |                                              |
| 27 | Casey Stoner       | Australien     | Repsol Honda Team                     | Honda      | 1-18              |                                              |
| 35 | Josh Hayes         | USA            | Monster Yamaha Tech 3                 | Yamaha     | 18                | Ersättningsförare                            |
| 41 | Cal Crutchlow      | Storbritannien | Monster Yamaha Tech 3                 | Yamaha     | 1-18              |                                              |
| 46 | Valentino Rossi    | Italien        | Ducati Team                           | Ducati     | 1-18              |                                              |
| 50 | Sylvain Guintoli   | Frankrike      | Pramac Racing Team                    | Ducati     | 9                 | Ersättningsförare                            |
| 58 | Marco Simoncelli†  | Italien        | San Carlo Honda Gresini               | Honda      | 1-17              | Simoncelli förolyckades under GP nr 17       |
| 64 | Kousuke Akiyoshi   | Japan          | San Carlo Honda Gresini               | Honda      | 7, 15             | Ersättare i GP nr 7, wildcard i GP nr 15     |
| 65 | Loris Capirossi    | Italien        | Pramac Racing Team                    | Ducati     | 1-7, 10-14, 16-18 |                                              |
| 69 | Nicky Hayden       | USA            | Ducati Team                           | Ducati     | 1-18              |                                              |
| 64 | Shinichi Ito       | Japan          | Honda Racing Team                     | Honda      | 15                | Wildcard                                     |
| 89 | Katsuyuki Nakasuga | Japan          | Yamaha Factory Racing                 | Yamaha     | 17-18             | Ersättningsförare                            |

### Tävlingskalender och resultat MotoGP
| Datum        | Grand Prix     | Bana           | Vinnande förare | Team         |
| ------------ | -------------- | -------------- | --------------- | ------------ |
| 20 mars      | Qatar          | Losail ¹       | Casey Stoner    | Repsol Honda |
| 3 april      | Spanien        | Jerez          | Jorge Lorenzo   |              |
| 1 maj        | Portugal       | Estoril        | Dani Pedrosa    |              |
| 15 maj       | Frankrike      | Le Mans        | Casey Stoner    |              |
| 5 juni       | Katalonien     | Barcelona      | Casey Stoner    |              |
| 12 juni      | Storbritannien | Silverstone    | Casey Stoner    |              |
| 25 juni      | Nederländerna  | Assen          | Ben Spies       |              |
| 3 juli       | Italien        | Mugello        | Casey Stoner    |              |
| 17 juli      | Tyskland       | Sachsenring    | Dani Pedrosa    |              |
| 24 juli      | USA            | Laguna Seca ²  | Casey Stoner    |              |
| 14 augusti   | Tjeckien       | Brno           | Casey Stoner    |              |
| 28 augusti   | Indianapolis   | Indianapolis   | Casey Stoner    |              |
| 4 september  | San Marino     | Misano         | Jorge Lorenzo   |              |
| 18 september | Aragonien      | Aragón         | Casey Stoner    |              |
| 2 oktober    | Japan          | Motegi³        | Dani Pedrosa    |              |
| 16 oktober   | Australien     | Phillip Island | Casey Stoner    |              |
| 23 oktober   | Malaysia       | Sepang         | Inställt        |              |
| 6 november   | Valencia       | Valencia       | Casey Stoner    |              |

Anm: ¹ Kvällstävling i elljus, ² Endast MotoGP-klassen ³ Japans GP senarelagt till oktober på grund av jordbävningen och tsunamin den 11 mars

### Mästerskapsställning MotoGP
Efter 18 av 18 Grand Prix:
1. Casey Stoner, 350 p. Klar världsmästare efter 16 Grand Prix.
2. Jorge Lorenzo, 260 p.
3. Andrea Dovizioso, 228 p.
4. Dani Pedrosa, 219 p.
5. Ben Spies, 176 p.
6. Marco Simoncelli † , 139 p.
7. Valentino Rossi, 139 p.
8. Nicky Hayden, 132 p.
9. Colin Edwards, 109 p.
10. Hiroshi Aoyama, 98 p.
11. Héctor Barberá, 82 p.
12. Cal Crutchlow, 70 p.
13. Alvaro Bautista, 67 p.
14. Karel Abraham, 64 p.
15. Toni Elias, 61 p.
16. Randy de Puniet, 49 p.
17. Loris Capirossi, 43 p.
18. Katsuyuki Nakasuga, 10 p.
19. Josh Hayes, 9 p.
20. Kousuke Akiyoshi, 7 p.
21. John Hopkins, 6 p.
22. Shinichi Ito, 3 p.

22 förare tog poäng.

## Moto2

### Teamuppställningar 2011
| Team                              | Nr | Förare              | Nr | Förare             |
| --------------------------------- | -- | ------------------- | -- | ------------------ |
| Aeroport de Castello              | 49 | Kev Coghlan         | -  | -                  |
| Avintia-STX                       | 9  | Kenny Noyes         | -  | -                  |
| Blusens-STX                       | 34 | Esteve Rabat        | 68 | Yonny Hernández    |
| Desguaces La Torre G22            | 35 | Raffaele De Rosa    | -  | -                  |
| Forward Racing                    | 16 | Jules Cluzel        | 25 | Alex Baldolini     |
| GP Team Switzerland Kiefer Racing | 4  | Randy Krummenacher  | -  | -                  |
| Gresini Racing Moto2              | 51 | Michele Pirro       | 72 | Yuki Takahashi     |
| HP Tuenti Speed Up                | 44 | Pol Espargaró       | -  | -                  |
| Interwetten Paddock Moto2         | 12 | Thomas Lüthi        | -  | -                  |
| Ioda Racing Project               | 3  | Simone Corsi        | 75 | Mattia Pasini      |
| Italtrans Racing Team             | 39 | Robertino Pietri    | 71 | Claudio Corti      |
| JIR Moto2                         | 15 | Alex De Angelis     |    |                    |
| Mapfre Aspar Team Moto2           | 21 | Javier Fores        | 60 | Julian Simon       |
| Marc VDS Racing Team              | 36 | Mika Kallio         | 45 | Scott Redding      |
| MZ Racing Team                    | 13 | Anthony West        | 76 | Max Neukirchner    |
| Pons HP 40                        | 40 | Aleix Espargaró     | 80 | Axel Pons          |
| QMMF Racing Team                  | 88 | Ricard Cardus       | 95 | Mashel Al Naimi    |
| SAG Team                          | 64 | Santiago Hernández  | -  | -                  |
| Speed Master                      | 29 | Andrea Iannone      | -  | -                  |
| Speed UP                          | 53 | Valentin Debise     | -  | -                  |
| Team Catalunya Caixa Repsol       | 93 | Marc Marquez        | -  | -                  |
| Tech 3 B                          | 19 | Xavier Siméon       | -  | -                  |
| Tech 3 Racing                     | 38 | Bradley Smith       | 63 | Mike Di Meglio     |
| Technomag-CIP                     | 54 | Kenan Sofuoglu      | 77 | Dominique Aegerter |
| Thai Honda Singha SAG             | 14 | Ratthapark Wilairot | -  | -                  |
| Viessmann Kiefer Racing           | 65 | Stefan Bradl        | -  | -                  |

### Tävlingskalender och resultat Moto2
| Datum        | Grand Prix     | Bana           | Vinnande förare | Team                    |
| ------------ | -------------- | -------------- | --------------- | ----------------------- |
| 20 mars      | Qatar          | Losail ¹       | Stefan Bradl    | Viessmann Kiefer Racing |
| 3 april      | Spanien        | Jerez          | Andrea Iannone  |                         |
| 1 maj        | Portugal       | Estoril        | Stefan Bradl    |                         |
| 15 maj       | Frankrike      | Le Mans        | Marc Marquez    |                         |
| 5 juni       | Katalonien     | Barcelona      | Stefan Bradl    |                         |
| 12 juni      | Storbritannien | Silverstone    | Stefan Bradl    |                         |
| 25 juni      | Nederländerna  | Assen          | Marc Marquez    |                         |
| 3 juli       | Italien        | Mugello        | Marc Marquez    |                         |
| 17 juli      | Tyskland       | Sachsenring    | Marc Marquez    |                         |
| 14 augusti   | Tjeckien       | Brno           | Andrea Iannone  |                         |
| 28 augusti   | Indianapolis   | Indianapolis   | Marc Marquez    |                         |
| 4 september  | San Marino     | Misano         | Marc Marquez    |                         |
| 18 september | Aragonien      | Aragón         | Marc Marquez    |                         |
| 2 oktober    | Japan          | Motegi²        | Marc Marquez    |                         |
| 16 oktober   | Australien     | Phillip Island | Alex de Angelis |                         |
| 23 oktober   | Malaysia       | Sepang         | Thomas Lüthi    |                         |
| 6 november   | Valencia       | Valencia       | Michele Pirro   |                         |

Anm: ¹ Kvällstävling i elljus, ² Japans GP senarelagt till oktober på grund av jordbävningen och tsunamin den 11 mars

### Mästerskapsställning Moto2
Efter 17 av 17 Grand Prix:
1. Stefan Bradl, 274 p. Klar världsmästare efter kvalet till sista deltävlingen.
2. Marc Marquez, 251 p.
3. Andrea Iannone, 177 p.
4. Alex de Angelis, 174 p.
5. Thomas Lüthi, 151 p.
6. Simone Corsi, 127 p.
7. Bradley Smith, 121 p.
8. Dominique Aegerter, 94 p.
9. Michele Pirro, 84 p.
10. Esteve Rabat, 79 p.
11. Yuki Takahashi, 77 p.
12. Aleix Espargaró, 76 p.
13. Pol Espargaró, 75 p.
14. Julián Simón, 68 p.
15. Scott Redding, 63 p.
16. Mika Kallio, 61 p.
17. Kenan Sofuoğlu, 59 p.
18. Randy Krummenacher, 52 p.

32 förare tog poäng.

## 125 GP

### Startlista
| Nr | Förare              | Nation         | Team                       | Motorcykel | GP         | Anm |
| -- | ------------------- | -------------- | -------------------------- | ---------- | ---------- | --- |
| 3  | Luigi Morciano      | Italien        | Team Italia FMI            | Aprilia    | 1-17       |     |
| 5  | Johann Zarco        | Frankrike      | Avant-AirAsia-Ajo          | Derbi      | 1-17       |     |
| 7  | Efren Vazquez       | Spanien        | Avant-AirAsia-Ajo          | Derbi      | 1-17       |     |
| 11 | Sandro Cortese      | Tyskland       | Intact-Racing Team Germany | Aprilia    | 1-17       |     |
| 15 | Simone Grotzkyj     | Italien        | Phonica Racing             | Aprilia    | 1-11       |     |
| 17 | Taylor Mackenzie    | Storbritannien | Phonica Racing             | Aprilia    | 1-17       |     |
| 18 | Nicolas Terol       | Spanien        | Bankia Aspar Team 125cc    | Aprilia    | 1- 17      |     |
| 19 | Alessandro Tonucci  | Italien        |                            | Aprilia    | 1-         |     |
| 21 | Harry Stafford      | Storbritannien |                            | Aprilia    | 1-         |     |
| 23 | Alberto Moncayo     | Spanien        |                            |            | 1-         |     |
| 25 | Maverick Viñales    | Spanien        |                            |            | 1-17       |     |
| 26 | Adrian Martin       | Spanien        |                            |            | 1-         |     |
| 30 | Guidan Pedone       | Schweiz        |                            |            | 1-         |     |
| 31 | Niklas Ajo          | Finland        |                            |            | 1-         |     |
| 33 | Sergio Gadea        | Spanien        |                            |            | 1-         |     |
| 36 | Joan Perello        | Spanien        |                            |            | 1-         |     |
| 39 | Luis Salom          | Spanien        |                            |            | 1-         |     |
| 43 | Francesco Mauriello | Italien        |                            |            | 1-         |     |
| 44 | Miguel Oliveira     | Portugal       |                            |            | 1-         |     |
| 52 | Danny Kent          | Storbritannien |                            |            | 1-         |     |
| 53 | Jasper Iwema        | Nederländerna  |                            |            | 1-         |     |
| 55 | Hector Faubel       | Spanien        |                            |            | 1- 17      |     |
| 63 | Zulfahmi Khairuddin | Malaysia       |                            |            | 1-         |     |
| 69 | Sarath Kumar        | Indien         |                            |            | 1-         |     |
| 76 | Hiroki Ono          | Japan          |                            |            | 1-         |     |
| 77 | Marcel Schrötter    | Tyskland       |                            |            | 1-         |     |
| 84 | Jakub Kornfeil      | Tjeckien       |                            |            | 1-         |     |
| 94 | Jonas Folger        | Tyskland       |                            |            | 1-9, 11-17 |     |
| 96 | Louis Rossi         | Frankrike      |                            |            | 1-         |     |
| 99 | Danny Webb          | Storbritannien |                            |            | 1-         |     |

### Tävlingskalender och resultat 125GP
| Datum        | Grand Prix     | Bana           | Vinnande förare  | Team |
| ------------ | -------------- | -------------- | ---------------- | ---- |
| 20 mars      | Qatar          | Losail ¹       | Nicolás Terol    |      |
| 3 april      | Spanien        | Jerez          | Nicolás Terol    |      |
| 1 maj        | Portugal       | Estoril        | Nicolás Terol    |      |
| 15 maj       | Frankrike      | Le Mans        | Maverick Viñales |      |
| 5 juni       | Katalonien     | Barcelona      | Nicolás Terol    |      |
| 12 juni      | Storbritannien | Silverstone    | Jonas Folger     |      |
| 25 juni      | Nederländerna  | Assen          | Maverick Viñales |      |
| 3 juli       | Italien        | Mugello        | Nicolás Terol    |      |
| 17 juli      | Tyskland       | Sachsenring    | Hector Faubel    |      |
| 14 augusti   | Tjeckien       | Brno           | Sandro Cortese   |      |
| 28 augusti   | Indianapolis   | Indianapolis   | Nicolás Terol    |      |
| 4 september  | San Marino     | Misano         | Nicolás Terol    |      |
| 18 september | Aragonien      | Aragón         | Nicolás Terol    |      |
| 2 oktober    | Japan          | Motegi²        | Johann Zarco     |      |
| 16 oktober   | Australien     | Phillip Island | Sandro Cortese   |      |
| 23 oktober   | Malaysia       | Sepang         | Thomas Lüthi     |      |
| 6 november   | Valencia       | Valencia       | Maverick Viñales |      |

Anm: ¹ Kvällstävling i elljus, ² Japans GP senarelagt till oktober på grund av jordbävningen och tsunamin den 11 mars

### Mästerskapsställning 125GP
Efter 17 av 17 Grand Prix:
1. Nicolás Terol, 302 p. Klar världsmästare under sista deltävlingen.
2. Johann Zarco, 262 p.
3. Maverick Viñales, 248 p.
4. Sandro Cortese, 225 p.
5. Hector Faubel, 177 p.
6. Jonas Folger, 161 p.
7. Efren Vazquez, 160 p.
8. Luis Salom, 116 p.
9. Sergio Gadea, 103 p.
10. Alberto Moncayo, 94 p.
11. Danny Kent, 82 p.
12. Jakub Kornfeil, 72 p.
13. Adrian Martin, 45 p.
14. Miguel Oliveira, 44 p.
15. Marcel Schrötter, 36 p.
16. Simone Grotzkyj, 32 p.
17. Louis Rossi, 31 p.
18. Zulfahmi Khairuddin, 30 p.
19. Danny Webb, 24 p.
20. Luigi Morciano, 23 p.
21. Niklas Ajo, 19 p.
22. Alexis Masbou, 18 p.

Totalt tog 34 förare VM-poäng.

## Superbike
Huvudartikel: Superbike-VM 2011
Superbike-VM kördes över 26 heat i 13 deltävlingar. Carlos Checa blev världsmästare 2011 och Ducati världsmästare för konstruktörer.

### VM-ställning Superbike
Efter 26 av 26 heat:
1. Carlos Checa, 505 p. Klar världsmästare efter 23 heat.
2. Marco Melandri, 395 p.
3. Max Biaggi, 303 p.
4. Eugene Laverty, 303 p.
5. Leon Haslam, 224 p.
6. Sylvain Guintoli, 210 p.
7. Leon Camier, 208 p.
8. Noriyuki Haga, 176 p.
9. Jonathan Rea, 170 p.
10. Ayrton Badovini, 165 p.
11. Joan Lascorz, 161 p.
12. Michel Fabrizio, 152 p.

## Supersport
Världsmästerskapen i Supersport körs tillsammans med Superbike och avgörs över 13 deltävlingar. Chaz Davies från Storbritannien blev världsmästare 2011.

### VM-ställning Supersport
Efter 13 av 13 deltävlingar:
1. Chaz Davies, 206 p. Klar världsmästare efter 12 deltävlingar.
2. David Salom, 156 p.
3. Fabien Foret, 148 p.
4. Broc Parkes, 136 p.
5. Luca Scassa, 134 p.
6. Sam Lowes, 129 p.
7. James Ellison, 99 p.
8. Florian Marino, 89 p.
9. Roberto Tamburini, 80 p.
10. Massimo Roccoli, 71 p.